# Регионална лига у рагбију 2010/11.
Регионална лига у рагбију 2010/11. (службени назив: 2010–11 Regional Rugby Championship) је било 4. издање Регионалне лиге у рагбију. Учествовало је 12 рагби клубова из Хрватске, Босне и Херцеговине, Србије и Словеније. Такмичење је освојила Нада из Сплита.

## Учесници
- Рагби клуб Нада Сплит  Хрватска
- ХАРК Младост  Хрватска
- Рагби клуб Загреб  Хрватска
- Рагби клуб Победник  Србија
- Рагби клуб Партизан  Србија
- Краљевски Београдски Рагби Клуб  Србија
- Рагби клуб Љубљана  Словенија
- Рагби клуб Бежиград  Словенија
- Рагби клуб Челик  Босна и Херцеговина
- Рагби клуб Рудар  Босна и Херцеговина

### Дивизија 1
Нада - КБРК 51-5
Победник - Челик 79-5
Љубљана - Партизан 34-22
КБРК - Челик 41-7
Партизан - Победник 13-20
Нада - Љубљана 38-0
Победник - Нада 9-13
Челик - Партизан 21-25
Љубљана - КБРК 41-12
КБРК - Партизан 10-27
Нада - Челик 62-5
Љубљана - Победник 46-21
Победник - КБРК 20-5
Челик - Љубљана 33-11
Партизан - Нада 25-38

### Дивизија 2
Младост - Бежиград 28-5
Загреб - Рудар 58-15
Рудар - Бежиград 12-24
Загреб - Младост 14-14
Младост - Рудар 66-20
Бежиград - Загреб 26-30
| Победник Регионалне лиге у рагбију 2010/2011. |
| --------------------------------------------- |
| Рагби клуб Нада Сплит 4. титула               |